# سلجوقیان عراق عجم
سلجوقیان عراق عجم یا سلجوقیان همدان به سلسله‌ای محلی از شاخه سلجوقیان بزرگ گفته می‌شود که در سال ۵۱۱ه. ق پس از تقسیم حکومت سلجوقیان بزرگ به دو شاخه شرقی به مرکزیت خراسان و شاخه غربی به مرکزیت اصفهان و همدان بین مدعیان قدرت؛ در منطقه جبال یا عراق عجم پایه‌ریزی شد.

## تاریخ سیاسی
حکومت سلجوقیان عراق عجم با سطنت محمد بن ملکشاه(۴۹۸–۵۱۱ه. ق) آغاز شد. او که پس از برادرش (برکیارق) مدعی سلطنت بود، فرزند برادر خود ملکشاه بن برکیارق را از سلطنت خلع کرد و خود را سلطان خواند (۴۹۸ه. ق). او فتنه اسماعیلیه را در شاهدژ اصفهان فرونشاند و حتی به محاصره الموت اقدام کرد که نصیبی نبرد.

سلطان محمد در اواخر عمر به شام لشکرکشی کرد و با صلیبیون جنگید اما شکست خورد و به اصفهان بازگشت (۵۰۹ه. ق) و دو سال بعد در ذیحجه سال ۵۱۱ه. ق درگذشت. پس از سلطان محمد، قلمرو او در آذربایجان و عراق به پسرش محمود بن محمد(۵۱۳–۵۲۵ه. ق) رسید. محمود در ابتدای حکومتش به مخالفت با سلطان سنجر پرداخت، اما در حوالی ساوه از سلطان بزرگ شکست خورد. اما سنجر علاوه بر اینکه او را عفو کرد، امارت مناطقی را که از پدرش به او رسیده بود برایش باقی گذاشت و مناطقی از جبال را به آن افزود همچنین او را به ولیعهدی خود برگزید. سلطنت محمود چهارده سال به طول انجامید و در طی آن به تدریج از قلمروی تحت امرش کاسته شد. بعد از سلطان محمود، برادر وی، طغرل (۵۲۶–۵۲۹ ه. ق) بر تخت سلطنت نشست و بعد از او سلطان مسعودبن محمد(۵۲۹–۵۴۷ه. ق) به حکومت رسید که هجده سال فرمانروایی کرد با این وجود هرگز قلمرویش از صلح و ایمنی برخوردار نشد. وی با المسترشد بالله خلیفه عباسی اختلاف نظر پیدا کرد و در حوالی دینور با وی جنگید و به اسارت گرفت. مهم‌ترین مسئله این دولت از بدو تأسیس، مجادله اعضای خاندان بر سر قدرت و عصیان فرمانروایان قدرتمند محلی بود؛ امیرانی که با عنوان اتابک، وظیفه تربیت شاهزادگان سلجوقی را داشتند. ایشان به موازات ضعف حکومت مرکزی، به تدریج مقتدر شدند و نسبت به حکومت و استقلال ادعا داشتند. از جمله منگو برس که یکی از اتابکان آلب ارسلان بن طغرل بود و ضد مسعود اتحادی پدیدآورد. ابرس خود در نبرد با سلطان مسعود در اطراف همدان کشته شد؛ ولی یارانش لشکر سلطان را درهم شکستند و سلطان را به آذربایجان فراری دادند. چندی بعد امیر قراسنقر که از نزدیکان مسعود بود هم قیام کرد. مسعود به خواست او رفتار کرد و کار به صلح انجامید. از سوی دیگر عمادالدین زنگی هم به سبب آشوب‌ها که ایجاد می‌کرد مورد حمله سلطان مسعود قرار گرفت (۵۳۸ه. ق) ولی اینجا نیز کار با صلح خاتمه یافت.

یکی از مهم‌ترین عصیان‌های داخلی، عصیان امیر بوزآبه بود که پس از قتل امیر منگوبرس بر منطقه فارس تسلط یافته بود. امیر قراسنقر که امور حکومت عراق را در دست داشت، برای سرکوب او عازم آن دیار شد. پس از ماجراهایی که به ناکامی سلطان مسعود انجامید، بوزآبه بر همدان نیز مستولی شد. اما مسعود مدتی بعد او را به فارس عقب راند. در این شرایط امیر چاولی از مردان مورد اعتماد مسعود، با بوزآبه متحد شد و تصمیم گرفت محمد سلجوقی را به سلطنت بردارد. اما امیر چاولی درگذشت و بوزآبه و محمد سلجوقی که از اقدامات مسعود نگران بودند، دست از سرکشی برداشته و اظهار اطاعت کردند. سلطان مسعود نیز محمد را به ولیعهدی خود برگزید.

پس از این حوادث امرای حکمران ولایات مختلف مانند؛ ایلدگز حاکم آذربایجان، الب قوش حاکم جبال، تورونتای شحنه واسط، حاجب تاتار و امیر قیصر، باهم متحد شدند و علیه حکومت مرکزی شورش کردند. ایشان برای مشروعیت بخشی به کار خویش ملک محمد را نیز همراه خود کردند و به سمت بغداد راه افتادند. (۵۴۳ه. ق) خلیفه المقتفی لامر الله کوشید که با آنان به توافق برسد اما موفق نشد و به پیشنهاد مسعود به دفاع از بغداد پرداخت. با طولانی شدن مدت محاصره، شورشیان دچار اختلاف شدند و از اطراف بغداد پراکنده شدند.

در ذیحجه سال بعد مسعود پس از مذاکره با سنجر به بغداد آمد و مورد استقبال خلیغه قرار گرفت. او شورشیان را عفو کرد. او در بهار سال ۵۴۶ه. ق به سمت همدان حرکت کردو در راه بیمار شد و با وجود تلاش‌های پزشکان در ۴۵ سالگی درگذشت. جنازه اش را در مدرسه‌ای که جمال الدین اقبال در همدان ساخته بود دفن کردند. سلطان مسعود از علما و شعرا حمایت می‌کرد و به کارهای عمرانی می‌پرداخت. او برای تشویق فعالیت علمی در ۵۲۷ه. ق مدرسه‌ای در بغداد بنا کرد که به نام خودش غیاثیه نامیده می‌شد. همچنین برای رونق گرفتن کشاورزی در سال ۵۳۶ه. ق در نهروان شبکه آبیاری ای احداث کرد.

با مرگ سلطان مسعود، چون فرزند پسر نداشت، امیر خاص بیک بلنگری، که خود می‌خواست زمام امور را در دست گیرد، ملکشاه(۵۴۷–۵۴۸ه. ق) برادر محمد را سلطان اعلام کرد و به نام او با لقب معین الدین خطبه خواند. اما اندک زمانی بعد اعلام کرد که ملکشاه از استعداد سلطنت برخوردار نیست و به همین دلیل او را به زندان انداخت و برادر او محمد(۵۴۸–۵۵۴ه. ق) را به سلطنت رساند. سلطان محمد با به قدرت رسیدن ابتدا دستور قتل امیر خاص بیک و امیر جاندار زنگی را صادر کرد. از این رو سایر امرا به وحشت افتاده و خواهان حکومت سلیمانشاه عموی محمد شدند. خلیفه هم که با حکومت سلطان محمد موافق نبود، سلیمانشاه را به گرفتن حکومت تحریک کرد و به نام او خطبه خواند. از طرف دیگر ملکشاه مخلوع هم با یارانش به سلیمانشاه پیوسته و به همراه قوای کمکی خلیفه راه همدان را در پیش گرفت. سلطان محمد هم از قطب الدین مودود اتابک موصل و نایب دار زین الدین علی کوچک کمک خواست و سلیمانشاه را شکست داد. (۵۵۱ه. ق) و چون سلیمانشاه با نیرویی اندک به سمت بغداد عقب‌نشینی کرد، به دست علی کوچک دستگیر شد.

سپس سلطان محمد به بغداد لشکر کشید و ۴ ماه آنجا را در محاصره گرفت؛ ولی ناکام ماند و ناچار به مقابله با ملکشاه و اتابک ایلدگز که متحد شده و به سمت همدان در حرکت بودند، برخاست و در سال ۵۵۲ه. ق آن‌ها را درهم شکست. سلطان محمد در ذیحجه ۵۵۴ه. ق بیمار شد و درگذشت.
پس از مرگ سلطان محمد ارکان دولت و امرای او دچار اختلاف شدند. برخی مواق ارسلان شاه بن طغرل، برخی طرفدار سلیمانشاه و برخی خواهان ملکشاه بودند. سرانجام به دلیل برتری امیر اینانج، والی اران، سلیمانشاه انتخاب شد که در موصل زندانی قطب الدین مودود بود. قطب الدین برای آزادی او شروطی گذاشت و در نهایت او را آزاد کرد و سلیمانشاه در ربیع‌الاول ۵۵۵ه. ق در همدان بر تخت سلطنت نشست. امرا اما به علت فروکش نکردن اختلافاتشان چندی بعد سلیمانشاه را از تخت به زیر کشیده و خطبه به نام ارسلان شاه کردند. (ذیحجه همان سال) ایشان سلیمانشاه را مدتی در قلعه علاءالدوله در زندان نگهداشتند و در ربیع‌الثانی ۵۵۶ه. ق به قتل رساندند.

ملک ارسلان شاه در دوره سلطنت عمویش مسعود، در قلعه تکریت زندانی شد و دوره خردسالی و نوجوانی را همان‌جا گذراند. بعدها شحنه بغداد مسعود بلالی و امیر الب قوش او را از زندان آزاد کردند و ارسلان شاه مدتی نزد الب قوش ماند. پس از مرگ الب قوش، ارسلان شاه به خلیفه المقتفی پناهنده شد و بعدها با اجازه خلیفه نزد پدرخوانده خود شمس الدین ایلدگز رفت. سلیمانشاه هم با رسیدن به سلطنت او را ولیعهد خود کرد تا او را از اقدام ضد خود بازدارد. پس از قتل سلیمانشاه، ابلدگز به درخواست امرای همدان، ارسلان(۵۵۵–۵۷۱ه. ق) را برداشت و به آنجا برد و برتخت نشاند. خود ایلدگز اتابک سلطان جدید شد و پسرش مجمد جهان پهلوان حاجب او شد.
با این همه المستنجد بالله خلیفه عباسی، ارسلان شاه را به رسمیت نشناخت و درخواست ایلدگز برای کنترل تمامی مناطق در ایران وعراق هم با مخالفت امرا روبرو شد؛ بنابراین حسام الدین اینانج والی ری، عز الدین ساتماز والی اصفهان و الب ارگو والی قزوین، با ارسال پیام به سنقر اتابک فارس از او خواستند تا ملک محمد بن طغرل، برادر ارسلان شاه را که در شیراز بود، برای اشغال تخت سلطنت به همدان بفرستد. اتابک سنقر هم ملک محمد را با هزار سرباز روانه کرد و پس از پیوستن امرای مخالف ارسلان شاه به او، به سمت همدان حرکت کرد. ایلدگز و ارسلان شاه که آماده مقابله بودند، در حدود همدان ملک محمد را شکست دادند.

سلطان ارسلان شاه و ایلدگز، با کوشش بسیار قلمرو سلجوقی را نظم دادند، ولی خلیفه عباسی که در فکر احیای قدرت دنیوی خود بود دائماً به تحریک شاهزادگان و امرا علیه سلاجقه می‌پرداخت. چنان‌که عون الدین یحیی وزیر خلیفه از اتابک فارس درخواست کرد به نام محمود، پسر ملکشاه خطبه بخواند. اتابک زنگی نیز محمود را سلطان خواند و آماده جنگ با ایلدگز شد؛ ولی سرانجام هر دو طرف به صلح رضایت دادند و سلغریان فارس رسماً تابع سلاجقه شدند. در واقع باید گفت که کوشش‌های ایلدگز، دولت ارسلان شاه را قدرتمند ساخت و سلطان در واقع قدرت چندانی نداشت. گرچه سلطان قصد محدود کردن اختیارات ایلدگز را داشت اما مادرش که زن اتابک بود همواره مانع او می‌شد.

چندی بعد اتابک درگذشت و پسرش شمس الدین محمد جهان پهلوان به سرعت به آذربایجان رفت و بر خزا۸۲ین و لشکریان پدر مسلط شد و خود را اتابک خواند. این اتفاق ارسلان شاه را نگران کرد و امرای دیگر هم به تحریک او ضد اتابک نو برخاستند. سلطان با لشکریانش به سمت آذربایجان حرکت کرد اما بیمار شد و به همدان بازگشت و به ناچار اتابکی شمس الدین را پذیرفت. با این وجود مدتی بعد در رجب ۵۷۱ه. ق به دست اتابک مسموم شد و درگذشت.

پس از مرگ ارسلان، اتابک پسر خردسال او طغرل را به سلطنت نشاند. ملک محمد عموی طغرل به مخالفت برخاست اما از اتابک شکست خورد و در سال ۵۷۱ه. ق به قتل رسید. پس از این ماجرا اتابکان فارس و موصل، ارمن شاهان خلاط و امرای خوزستان حکومت طغرل را به رسمیت شناختند.

جهان پهلوان در سال ۵۸۲ه. ق درگذشت و مظفرالدین قزل ارسلان خود را اتابک خواند و مخالفت طغرل نیز به جایی نرسید. اما اندکی بعد موفق شد قزل ارسلان را به آذربایجان فراری دهد. مظفرالدین قزل ارسلان در آنجا با الناصر لدین الله خلیفه عباسی ضد طغرل همداستان شد. طغرل نخست لشکر خلیفه را شکست داد اما از قزل ارسلان شکست خورد و دستگیر و زندانی شد. (۵۸۶ه. ق)

مظفرالدین قزل ارسلان پس از زندانی کردن طغرل، سنجر بن سلیمانشاه را به سلطنت برداشت، ولی اندکی بعد او را نیز زندانی کرد و در اقدامی عجیب خود را سلطان خواند. این رفتار، اینانج خاتون زن ایلدگز را که از مظفرالدین متنفر و منتظر فرصت بود، برانگیخت. اینانج خاتون سرانجام در شوال ۵۸۷ه. ق قزل ارسلان را به قتل رساند.
قلمرو این سلسله پس از قتل قزل ارسلان به دو بخش تقسیم شد: آذربایجان به اتابک ابوبکر و عراق عجم نیز به قتلغ اینانج تعلق گرفت. چندی بعد از آن نیز سپهسالار حسام الدین دیزماری و امیر بار آناسوقلی، سلطان طغرل بن ارسلان شاه را از قلعه‌ای که ۱۴ ماه در آن زندانی بود بیرون آوردند. طغرل ابتدا علیه اتابک ابوبکر اقدام کرد و او را مغلوب کرد. پس از آن راهی عراق عجم شد و قتلغ اینانج را در بیرون از شهر قزوین مغلوب کرد. (جمادی‌الثانی۵۸۸ه. ق) وی سپس به همدان رفته، برتخت نشست و امور را سامان داد و معین الدین کاشی را به وزارت برگزید. (۵۸۹ه. ق)

علاءالدین تکش خوارزمشاه که هم‌اکنون با سقوط دولت سنجر بر خراسان مسلط شده بود با مرگ قزل ارسلان و با استفاده از اغتشاشات موجود، در ظاهر و به بهانه حفظ حق سلجوقیان راهی عراق عجم شد(۵۸۹ه. ق) و قلعه طبرک و حوالی ری را تصرف کرد. سلطان طغرل که به تازگی قتلغ اینانج را شکست داده بود با تکش صلح کرد اما این صلح چندان نپایید، چرا که با تحریک برخی از امرا کدورتی بین آن دو بروز کرد. تصرف قلعه طبرک توسط طغرل، موجب واکنش خوارزمشاه شد. در این زمان قتلغ اینانج نیز به تکش پیوست. دو لشکر در ربیع‌الاول ۵۹۰ه. ق در اطراف ری باهم روبرو شدند. در اثنای جنگ تیری به چشم طغرل خورد و او از اسب به زیر افتاد. قتلغ اینانج که همان نزدیکی بود، سر از تن سلطان جدا کرد و نزد تکش فرستاد. جنازه بی سر او نیز در آرامگاه طغرل اول دفن شد.

## روابط با خلفای عباسی
خلفا در این دوره از قدرت مالی سیاسی مستقل برخوردار نبودند. ایشان دربار و وزیر ویژه‌ای داشتند و به صورت یک مرشد معنوی-سیاسی عمل می‌کردند. در این دوره سه نفر خلافت کردند. المستظهر بالله(۵۱۲–۴۸۷ه. ق) المسترشد بالله (۵۲۹–۵۱۲ه. ق) و الراشد بالله (۵۳۲–۵۲۹ه. ق).
منابع مالی خلفا برای اداره دربار، هدایایی بود که ملوک و امیران مختلف، برای خلیفه ارسال می‌کردند. خلیفه نه تنها موقعیتی در دادن خلعت و تأیید امارت سلسله‌های حاکم داشت، بلکه گاه در حل اختلافات امیران نیز مداخله می‌کرد. به علاوه، او پناه افرادی بود که به وسیله سلاطین معزول می‌شدند و تحت تعقیب قرار می‌گرفتند؛ این اشخاص به خلیفه پناهنده می‌شدند تا وی در حل اختلاف وساطت کند و البته مبلغ قابل توجهی نیز به خلیفه برای این کار می‌پرداختند.
در سال ۵۲۰ه. ق میان یرنقش زکوی، رئیس پلیس بغداد و کارگزاران خلیفه نزاعی درگرفت. زکوی به نزد سلطان محمود بن محمد رفت و او را از اقدام مسترشد مطلع کرد. سلطان محمود نیز به سمت بغداد حرکت کرد و به بغداد وارد شد. خلیفه اما با آمدن او مخالفت کرد و به سمت غربی شهر نقل مکان کرد، سلطان که از اقدامات مسترشد نگران بود سعی کرد او را در بند کند اما مردم بغداد به حمایت خلیفه قیام کردندو سپاهی سی هزار نفری از مردم به دفاع از خلیفه پرداختند. با آمدن نیروهای کمکی، سلطان موفق به پیروزی در این جنگ و دستگیر کردن خلیفه شد و در ۵۲۱ه. ق به همدان بازگشت.
در سال ۵۲۹ه. ق خلیفه عباسی که در فکر تقویت پایگاه سیاسی خود بود، به جنگ سلطان مسعود بن محمد رفت. آن زمان مسعود در همدان بود و بسیای از امرای وی همدلی خود را با خلیفه به‌طور پنهانی اعلام کرده بودند. جنگ میان آندو درگرفت و شگفت آنکه بدون کشته شدن حتی یک نفر از سپاه سلجوقی، خلیفه و یارانش شکست خوردند و خلیفه و قاضی القضات و عالمانی که همراهش بودند همگی به اسارت سلطان مسعود درآمدند. اسارت خلیفه برای مسلمانان فاجعه‌ای بسیار سنگین و سخت بود. به گزارش منابع همعصر، سنیان بغداد پس از شنیدن خبر اسارت خلیفه در کوچه و بازار بر سر و صورت خود خاک می‌ریختند ضجه می‌زدند. از سوی دیگر سلطان سنجر که در ظاهر روابطش با خلیفه حسنه بود از سلطان مسعود خواست هرچه زودتر خلیفه را آزاد کرده و با احترام به بغداد بازگرداند.
زمانی که سلطان مسعود و خلیفه مشغول گفتگوی صلح بودند، بیست و چهار نفر از اسماعیلیان به چادر خلیفه حمله کردند و او را کشتند. از آنجا که این رخداد در اردوی سلطان مسعود رخ داد، به نوشته جوینی «جمعی از کوتاه نظران و بدخواهان دولت سنجری، این حال را بدیشان نسبت می‌کردند» که جوینی این را اتهامی واهی شمرده.
پس از مسترشد، با فرزندش الراشد به عناون خلیفه بیعت شد؛ اما در سال ۵۳۰ه. ق با مرگ وی و باالمقتفی لامر الله بیعت شد. راشد که قصد جنگ با ملاحده (اسماعیلیان) را داشت -شاید به قصد انتقام پدرش- از بغداد به سوی اصفهان حرکت کرد. اما اینبار نیز فدائیان اسماعیلی به سراغ او آمدند و در رمضان ۵۳۲ه. ق در بارگاهش او را به قتل رسانده و همان‌جا دفن کردند. هم‌اکنون نیز مقبره‌ای در محله پل شهرستان اصفهان (در نزدیکی زاینده رود) موجود است که به احتمال قوی از آن راشد عباسی است.
در سال ۵۵۱ه. ق سلطان محمد بن محمود برای آنکه نامش در خطبه نماز جمعه بغداد خوانده شود به بغداد لشکرکشی کرد و به نبرد با خلیفه پرداخت اما با دریافت خبر تصرف همدان توسط رقیبانش، بغداد را رها کرده و به همدان بازگشت. او در همان شهر به سل مبتلا شد و در ۵۵۴ه. ق درگذشت.
زمانی که الناصر لدین الله در سال ۵۷۵ه. ق به خلافت رسید به تریج کوشید تا قدرت از دست رفته خلافت را بازگرداند. طغرل بن ارسلان (طغرل سوم)
در سال ۵۸۳ه. ق نماینده‌ای را به بغداد فرستاد تا به اطلاع خلیفه برساند که دارلسلطنه را برای آمدن او آماده کند. خلیفه نه تنها پاسخ مثبتی به نماینده سلطان نداد بلکه بلکه دستور داد تا دارالسلطنه را ویران کنند. سال بعد میان سپاه خلیفه و سلطان در نزدیکی همدان نبردی درگرفت که خلیفه در طی آن شکست خورد. اما با این وجود او یر انجام خواسته‌هایش اصرار داشت. در این دوره درگیری سلجوقیان و خوارزمشاهیان بالا گرفت و طغرل به سال ۵۹۰ه. ق کشته شد.

## سلاطین
|  |  |            |            |            |            |                   |                   |                   |                   |                   |                   |                 |                 |                 |                 |                 |                 |                 |                 |            |            |            |            |            |            |  |  |           |           |            |            |            |            |            |            | دقاق تیمور یالیغ |            |            |            |           |           |           |           |                 |                 |                 |                 |                 |                 |            |            |                  |                  |                  |                  |                  |                  |               |               |               |               |              |              |  |  |  |  |  |  |  |  |  |  |  |  |  |  |  |  |  |  |  |  |  |  |  |  |  |  |  |  |  |  |  |  |  |  |
|  |  |            |            |            |            |                   |                   |                   |                   |                   |                   |                 |                 |                 |                 |                 |                 |                 |                 |            |            |            |            |            |            |  |  |           |           |            |            |            |            |            |            |                  |            |            |            |           |           |           |           |                 |                 |                 |                 |                 |                 |            |            |                  |                  |                  |                  |                  |                  |               |               |               |               |              |              |  |  |  |  |  |  |  |  |  |  |  |  |  |  |  |  |  |  |  |  |  |  |  |  |  |  |  |  |  |  |  |  |  |  |
|  |  |            |            |            |            |                   |                   |                   |                   |                   |                   |                 |                 |                 |                 |                 |                 |                 |                 |            |            |            |            |            |            |  |  |           |           |            |            |            |            |            |            | سلجوق بیگ        |            |            |            |           |           |           |           |                 |                 |                 |                 |                 |                 |            |            |                  |                  |                  |                  |                  |                  |               |               |               |               |              |              |  |  |  |  |  |  |  |  |  |  |  |  |  |  |  |  |  |  |  |  |  |  |  |  |  |  |  |  |  |  |  |  |  |  |
|  |  |            |            |            |            |                   |                   |                   |                   |                   |                   |                 |                 |                 |                 |                 |                 |                 |                 |            |            |            |            |            |            |  |  |           |           |            |            |            |            |            |            |                  |            |            |            |           |           |           |           |                 |                 |                 |                 |                 |                 |            |            |                  |                  |                  |                  |                  |                  |               |               |               |               |              |              |  |  |  |  |  |  |  |  |  |  |  |  |  |  |  |  |  |  |  |  |  |  |  |  |  |  |  |  |  |  |  |  |  |  |
|  |  |            |            |            |            |                   |                   |                   |                   |                   |                   |                 |                 |                 |                 |                 |                 |                 |                 |            |            |            |            |            |            |  |  |           |           |            |            |            |            |            |            |                  |            |            |            |           |           |           |           |                 |                 |                 |                 |                 |                 |            |            |                  |                  |                  |                  |                  |                  |               |               |               |               |              |              |  |  |  |  |  |  |  |  |  |  |  |  |  |  |  |  |  |  |  |  |  |  |  |  |  |  |  |  |  |  |  |  |  |  |
|  |  |            |            |            |            |                   |                   |                   |                   |                   |                   |                 |                 | ارسلان اسرائیل  | ارسلان اسرائیل  | ارسلان اسرائیل  | ارسلان اسرائیل  | ارسلان اسرائیل  | ارسلان اسرائیل  |            |            |            |            |            |            |  |  |           |           |            |            |            |            |            |            |                  |            |            |            | میکائیل   | میکائیل   | میکائیل   | میکائیل   | میکائیل         | میکائیل         |                 |                 |                 |                 |            |            | موسی             | موسی             | موسی             | موسی             | موسی             | موسی             |               |               |               |               |              |              |  |  |  |  |  |  |  |  |  |  |  |  |  |  |  |  |  |  |  |  |  |  |  |  |  |  |  |  |  |  |  |  |  |  |
|  |  |            |            |            |            |                   |                   |                   |                   |                   |                   |                 |                 | ارسلان اسرائیل  | ارسلان اسرائیل  | ارسلان اسرائیل  | ارسلان اسرائیل  | ارسلان اسرائیل  | ارسلان اسرائیل  |            |            |            |            |            |            |  |  |           |           |            |            |            |            |            |            |                  |            |            |            | میکائیل   | میکائیل   | میکائیل   | میکائیل   | میکائیل         | میکائیل         |                 |                 |                 |                 |            |            | موسی             | موسی             | موسی             | موسی             | موسی             | موسی             |               |               |               |               |              |              |  |  |  |  |  |  |  |  |  |  |  |  |  |  |  |  |  |  |  |  |  |  |  |  |  |  |  |  |  |  |  |  |  |  |
|  |  |            |            |            |            |                   |                   |                   |                   |                   |                   |                 |                 |                 |                 |                 |                 |                 |                 |            |            |            |            |            |            |  |  |           |           |            |            |            |            |            |            |                  |            |            |            |           |           |           |           |                 |                 |                 |                 |                 |                 |            |            |                  |                  |                  |                  |                  |                  |               |               |               |               |              |              |  |  |  |  |  |  |  |  |  |  |  |  |  |  |  |  |  |  |  |  |  |  |  |  |  |  |  |  |  |  |  |  |  |  |
|  |  |            |            |            |            |                   |                   |                   |                   |                   |                   |                 |                 | قتلمش           | قتلمش           | قتلمش           | قتلمش           | قتلمش           | قتلمش           |            |            |            |            |            |            |  |  |           |           |            |            |            |            |            |            | چغری‌بیگ          | چغری‌بیگ    | چغری‌بیگ    | چغری‌بیگ    | چغری‌بیگ   | چغری‌بیگ   |           |           |                 |                 |                 |                 | طغرل یکم        | طغرل یکم        | طغرل یکم   | طغرل یکم   | طغرل یکم         | طغرل یکم         |                  |                  |                  |                  | ابراهیم ینال  | ابراهیم ینال  | ابراهیم ینال  | ابراهیم ینال  | ابراهیم ینال | ابراهیم ینال |  |  |  |  |  |  |  |  |  |  |  |  |  |  |  |  |  |  |  |  |  |  |  |  |  |  |  |  |  |  |  |  |  |  |
|  |  |            |            |            |            |                   |                   |                   |                   |                   |                   |                 |                 | قتلمش           | قتلمش           | قتلمش           | قتلمش           | قتلمش           | قتلمش           |            |            |            |            |            |            |  |  |           |           |            |            |            |            |            |            | چغری‌بیگ          | چغری‌بیگ    | چغری‌بیگ    | چغری‌بیگ    | چغری‌بیگ   | چغری‌بیگ   |           |           |                 |                 |                 |                 | طغرل یکم        | طغرل یکم        | طغرل یکم   | طغرل یکم   | طغرل یکم         | طغرل یکم         |                  |                  |                  |                  | ابراهیم ینال  | ابراهیم ینال  | ابراهیم ینال  | ابراهیم ینال  | ابراهیم ینال | ابراهیم ینال |  |  |  |  |  |  |  |  |  |  |  |  |  |  |  |  |  |  |  |  |  |  |  |  |  |  |  |  |  |  |  |  |  |  |
|  |  |            |            |            |            |                   |                   |                   |                   |                   |                   |                 |                 |                 |                 |                 |                 |                 |                 |            |            |            |            |            |            |  |  |           |           |            |            |            |            |            |            |                  |            |            |            |           |           |           |           |                 |                 |                 |                 |                 |                 |            |            |                  |                  |                  |                  |                  |                  |               |               |               |               |              |              |  |  |  |  |  |  |  |  |  |  |  |  |  |  |  |  |  |  |  |  |  |  |  |  |  |  |  |  |  |  |  |  |  |  |
|  |  |            |            |            |            |                   |                   |                   |                   |                   |                   |                 |                 |                 |                 |                 |                 |                 |                 |            |            |            |            |            |            |  |  |           |           |            |            |            |            |            |            |                  |            |            |            |           |           |           |           |                 |                 |                 |                 |                 |                 |            |            |                  |                  |                  |                  |                  |                  |               |               |               |               |              |              |  |  |  |  |  |  |  |  |  |  |  |  |  |  |  |  |  |  |  |  |  |  |  |  |  |  |  |  |  |  |  |  |  |  |
|  |  |            |            |            |            |                   |                   |                   |                   | سلیمان یکم        | سلیمان یکم        | سلیمان یکم      | سلیمان یکم      | سلیمان یکم      | سلیمان یکم      |                 |                 | منصور           | منصور           | منصور      | منصور      | منصور      | منصور      |            |            |  |  |           |           |            |            |            |            | آلپ ارسلان | آلپ ارسلان | آلپ ارسلان       | آلپ ارسلان | آلپ ارسلان | آلپ ارسلان |           |           |           |           | سلیمان          | سلیمان          | سلیمان          | سلیمان          | سلیمان          | سلیمان          |            |            | قرا ارسلان قاورد | قرا ارسلان قاورد | قرا ارسلان قاورد | قرا ارسلان قاورد | قرا ارسلان قاورد | قرا ارسلان قاورد |               |               |               |               |              |              |  |  |  |  |  |  |  |  |  |  |  |  |  |  |  |  |  |  |  |  |  |  |  |  |  |  |  |  |  |  |  |  |  |  |
|  |  |            |            |            |            |                   |                   |                   |                   | سلیمان یکم        | سلیمان یکم        | سلیمان یکم      | سلیمان یکم      | سلیمان یکم      | سلیمان یکم      |                 |                 | منصور           | منصور           | منصور      | منصور      | منصور      | منصور      |            |            |  |  |           |           |            |            |            |            | آلپ ارسلان | آلپ ارسلان | آلپ ارسلان       | آلپ ارسلان | آلپ ارسلان | آلپ ارسلان |           |           |           |           | سلیمان          | سلیمان          | سلیمان          | سلیمان          | سلیمان          | سلیمان          |            |            | قرا ارسلان قاورد | قرا ارسلان قاورد | قرا ارسلان قاورد | قرا ارسلان قاورد | قرا ارسلان قاورد | قرا ارسلان قاورد |               |               |               |               |              |              |  |  |  |  |  |  |  |  |  |  |  |  |  |  |  |  |  |  |  |  |  |  |  |  |  |  |  |  |  |  |  |  |  |  |
|  |  |            |            |            |            |                   |                   |                   |                   |                   |                   |                 |                 |                 |                 |                 |                 |                 |                 |            |            |            |            |            |            |  |  |           |           |            |            |            |            |            |            |                  |            |            |            |           |           |           |           |                 |                 |                 |                 |                 |                 |            |            |                  |                  |                  |                  |                  |                  |               |               |               |               |              |              |  |  |  |  |  |  |  |  |  |  |  |  |  |  |  |  |  |  |  |  |  |  |  |  |  |  |  |  |  |  |  |  |  |  |
|  |  |            |            |            |            |                   |                   |                   |                   | قلیچ ارسلان یکم   | قلیچ ارسلان یکم   | قلیچ ارسلان یکم | قلیچ ارسلان یکم | قلیچ ارسلان یکم | قلیچ ارسلان یکم |                 |                 |                 |                 |            |            |            |            |            |            |  |  |           |           | ملکشاه یکم | ملکشاه یکم | ملکشاه یکم | ملکشاه یکم | ملکشاه یکم | ملکشاه یکم |                  |            |            |            | تتش       | تتش       | تتش       | تتش       | تتش             | تتش             |                 |                 | تکش             | تکش             | تکش        | تکش        | تکش              | تکش              |                  |                  | ارسلان ارغوان    | ارسلان ارغوان    | ارسلان ارغوان | ارسلان ارغوان | ارسلان ارغوان | ارسلان ارغوان |              |              |  |  |  |  |  |  |  |  |  |  |  |  |  |  |  |  |  |  |  |  |  |  |  |  |  |  |  |  |  |  |  |  |  |  |
|  |  |            |            |            |            |                   |                   |                   |                   | قلیچ ارسلان یکم   | قلیچ ارسلان یکم   | قلیچ ارسلان یکم | قلیچ ارسلان یکم | قلیچ ارسلان یکم | قلیچ ارسلان یکم |                 |                 |                 |                 |            |            |            |            |            |            |  |  |           |           | ملکشاه یکم | ملکشاه یکم | ملکشاه یکم | ملکشاه یکم | ملکشاه یکم | ملکشاه یکم |                  |            |            |            | تتش       | تتش       | تتش       | تتش       | تتش             | تتش             |                 |                 | تکش             | تکش             | تکش        | تکش        | تکش              | تکش              |                  |                  | ارسلان ارغوان    | ارسلان ارغوان    | ارسلان ارغوان | ارسلان ارغوان | ارسلان ارغوان | ارسلان ارغوان |              |              |  |  |  |  |  |  |  |  |  |  |  |  |  |  |  |  |  |  |  |  |  |  |  |  |  |  |  |  |  |  |  |  |  |  |
|  |  |            |            |            |            |                   |                   |                   |                   |                   |                   |                 |                 |                 |                 |                 |                 |                 |                 |            |            |            |            |            |            |  |  |           |           |            |            |            |            |            |            |                  |            |            |            |           |           |           |           |                 |                 |                 |                 |                 |                 |            |            |                  |                  |                  |                  |                  |                  |               |               |               |               |              |              |  |  |  |  |  |  |  |  |  |  |  |  |  |  |  |  |  |  |  |  |  |  |  |  |  |  |  |  |  |  |  |  |  |  |
|  |  |            |            |            |            |                   |                   |                   |                   | مسعود یکم         | مسعود یکم         | مسعود یکم       | مسعود یکم       | مسعود یکم       | مسعود یکم       |                 |                 |                 |                 | ملکشاه دوم | ملکشاه دوم | ملکشاه دوم | ملکشاه دوم | ملکشاه دوم | ملکشاه دوم |  |  | محمود یکم | محمود یکم | محمود یکم  | محمود یکم  | محمود یکم  | محمود یکم  |            |            | احمد سنجر        | احمد سنجر  | احمد سنجر  | احمد سنجر  | احمد سنجر | احمد سنجر |           |           | محمد یکم سلجوقی | محمد یکم سلجوقی | محمد یکم سلجوقی | محمد یکم سلجوقی | محمد یکم سلجوقی | محمد یکم سلجوقی |            |            | برکیارق          | برکیارق          | برکیارق          | برکیارق          | برکیارق          | برکیارق          |               |               |               |               |              |              |  |  |  |  |  |  |  |  |  |  |  |  |  |  |  |  |  |  |  |  |  |  |  |  |  |  |  |  |  |  |  |  |  |  |
|  |  |            |            |            |            |                   |                   |                   |                   | مسعود یکم         | مسعود یکم         | مسعود یکم       | مسعود یکم       | مسعود یکم       | مسعود یکم       |                 |                 |                 |                 | ملکشاه دوم | ملکشاه دوم | ملکشاه دوم | ملکشاه دوم | ملکشاه دوم | ملکشاه دوم |  |  | محمود یکم | محمود یکم | محمود یکم  | محمود یکم  | محمود یکم  | محمود یکم  |            |            | احمد سنجر        | احمد سنجر  | احمد سنجر  | احمد سنجر  | احمد سنجر | احمد سنجر |           |           | محمد یکم سلجوقی | محمد یکم سلجوقی | محمد یکم سلجوقی | محمد یکم سلجوقی | محمد یکم سلجوقی | محمد یکم سلجوقی |            |            | برکیارق          | برکیارق          | برکیارق          | برکیارق          | برکیارق          | برکیارق          |               |               |               |               |              |              |  |  |  |  |  |  |  |  |  |  |  |  |  |  |  |  |  |  |  |  |  |  |  |  |  |  |  |  |  |  |  |  |  |  |
|  |  |            |            |            |            |                   |                   |                   |                   |                   |                   |                 |                 |                 |                 |                 |                 |                 |                 |            |            |            |            |            |            |  |  |           |           |            |            |            |            |            |            |                  |            |            |            |           |           |           |           |                 |                 |                 |                 |                 |                 |            |            |                  |                  |                  |                  |                  |                  |               |               |               |               |              |              |  |  |  |  |  |  |  |  |  |  |  |  |  |  |  |  |  |  |  |  |  |  |  |  |  |  |  |  |  |  |  |  |  |  |
|  |  |            |            |            |            |                   |                   |                   |                   | قلیچ ارسلان دوم   | قلیچ ارسلان دوم   | قلیچ ارسلان دوم | قلیچ ارسلان دوم | قلیچ ارسلان دوم | قلیچ ارسلان دوم |                 |                 |                 |                 |            |            |            |            |            |            |  |  |           |           | طغرل دوم   | طغرل دوم   | طغرل دوم   | طغرل دوم   | طغرل دوم   | طغرل دوم   |                  |            | محمود دوم  | محمود دوم  | محمود دوم | محمود دوم | محمود دوم | محمود دوم |                 |                 | سلیمان‌شاه       | سلیمان‌شاه       | سلیمان‌شاه       | سلیمان‌شاه       | سلیمان‌شاه  | سلیمان‌شاه  |                  |                  | مسعود            | مسعود            | مسعود            | مسعود            | مسعود         | مسعود         |               |               |              |              |  |  |  |  |  |  |  |  |  |  |  |  |  |  |  |  |  |  |  |  |  |  |  |  |  |  |  |  |  |  |  |  |  |  |
|  |  |            |            |            |            |                   |                   |                   |                   | قلیچ ارسلان دوم   | قلیچ ارسلان دوم   | قلیچ ارسلان دوم | قلیچ ارسلان دوم | قلیچ ارسلان دوم | قلیچ ارسلان دوم |                 |                 |                 |                 |            |            |            |            |            |            |  |  |           |           | طغرل دوم   | طغرل دوم   | طغرل دوم   | طغرل دوم   | طغرل دوم   | طغرل دوم   |                  |            | محمود دوم  | محمود دوم  | محمود دوم | محمود دوم | محمود دوم | محمود دوم |                 |                 | سلیمان‌شاه       | سلیمان‌شاه       | سلیمان‌شاه       | سلیمان‌شاه       | سلیمان‌شاه  | سلیمان‌شاه  |                  |                  | مسعود            | مسعود            | مسعود            | مسعود            | مسعود         | مسعود         |               |               |              |              |  |  |  |  |  |  |  |  |  |  |  |  |  |  |  |  |  |  |  |  |  |  |  |  |  |  |  |  |  |  |  |  |  |  |
|  |  |            |            |            |            |                   |                   |                   |                   |                   |                   |                 |                 |                 |                 |                 |                 |                 |                 |            |            |            |            |            |            |  |  |           |           |            |            |            |            |            |            |                  |            |            |            |           |           |           |           |                 |                 |                 |                 |                 |                 |            |            |                  |                  |                  |                  |                  |                  |               |               |               |               |              |              |  |  |  |  |  |  |  |  |  |  |  |  |  |  |  |  |  |  |  |  |  |  |  |  |  |  |  |  |  |  |  |  |  |  |
|  |  |            |            |            |            | کیخسرو یکم        | کیخسرو یکم        | کیخسرو یکم        | کیخسرو یکم        | کیخسرو یکم        | کیخسرو یکم        |                 |                 | سلیمان دوم      | سلیمان دوم      | سلیمان دوم      | سلیمان دوم      | سلیمان دوم      | سلیمان دوم      |            |            |            |            |            |            |  |  |           |           | محمد دوم   | محمد دوم   | محمد دوم   | محمد دوم   | محمد دوم   | محمد دوم   |                  |            | داود       | داود       | داود      | داود      | داود      | داود      |                 |                 | ملکشاه سوم      | ملکشاه سوم      | ملکشاه سوم      | ملکشاه سوم      | ملکشاه سوم | ملکشاه سوم |                  |                  |                  |                  |                  |                  |               |               |               |               |              |              |  |  |  |  |  |  |  |  |  |  |  |  |  |  |  |  |  |  |  |  |  |  |  |  |  |  |  |  |  |  |  |  |  |  |
|  |  |            |            |            |            | کیخسرو یکم        | کیخسرو یکم        | کیخسرو یکم        | کیخسرو یکم        | کیخسرو یکم        | کیخسرو یکم        |                 |                 | سلیمان دوم      | سلیمان دوم      | سلیمان دوم      | سلیمان دوم      | سلیمان دوم      | سلیمان دوم      |            |            |            |            |            |            |  |  |           |           | محمد دوم   | محمد دوم   | محمد دوم   | محمد دوم   | محمد دوم   | محمد دوم   |                  |            | داود       | داود       | داود      | داود      | داود      | داود      |                 |                 | ملکشاه سوم      | ملکشاه سوم      | ملکشاه سوم      | ملکشاه سوم      | ملکشاه سوم | ملکشاه سوم |                  |                  |                  |                  |                  |                  |               |               |               |               |              |              |  |  |  |  |  |  |  |  |  |  |  |  |  |  |  |  |  |  |  |  |  |  |  |  |  |  |  |  |  |  |  |  |  |  |
|  |  |            |            |            |            | کیکاوس یکم        | کیکاوس یکم        | کیکاوس یکم        | کیکاوس یکم        | کیکاوس یکم        | کیکاوس یکم        |                 |                 | قلیچ ارسلان سوم | قلیچ ارسلان سوم | قلیچ ارسلان سوم | قلیچ ارسلان سوم | قلیچ ارسلان سوم | قلیچ ارسلان سوم |            |            |            |            |            |            |  |  |           |           |            |            |            |            |            |            |                  |            |            |            |           |           |           |           |                 |                 |                 |                 |                 |                 |            |            |                  |                  |                  |                  |                  |                  |               |               |               |               |              |              |  |  |  |  |  |  |  |  |  |  |  |  |  |  |  |  |  |  |  |  |  |  |  |  |  |  |  |  |  |  |  |  |  |  |
|  |  |            |            |            |            | کیکاوس یکم        | کیکاوس یکم        | کیکاوس یکم        | کیکاوس یکم        | کیکاوس یکم        | کیکاوس یکم        |                 |                 | قلیچ ارسلان سوم | قلیچ ارسلان سوم | قلیچ ارسلان سوم | قلیچ ارسلان سوم | قلیچ ارسلان سوم | قلیچ ارسلان سوم |            |            |            |            |            |            |  |  |           |           |            |            |            |            |            |            |                  |            |            |            |           |           |           |           |                 |                 |                 |                 |                 |                 |            |            |                  |                  |                  |                  |                  |                  |               |               |               |               |              |              |  |  |  |  |  |  |  |  |  |  |  |  |  |  |  |  |  |  |  |  |  |  |  |  |  |  |  |  |  |  |  |  |  |  |
|  |  |            |            |            |            | کیقباد یکم        |                   |                   |                   |                   |                   |                 |                 |                 |                 |                 |                 |                 |                 |            |            |            |            |            |            |  |  |           |           |            |            |            |            |            |            |                  |            |            |            |           |           |           |           |                 |                 |                 |                 |                 |                 |            |            |                  |                  |                  |                  |                  |                  |               |               |               |               |              |              |  |  |  |  |  |  |  |  |  |  |  |  |  |  |  |  |  |  |  |  |  |  |  |  |  |  |  |  |  |  |  |  |  |  |
|  |  |            |            |            |            |                   |                   |                   |                   |                   |                   |                 |                 |                 |                 |                 |                 |                 |                 |            |            |            |            |            |            |  |  |           |           |            |            |            |            |            |            |                  |            |            |            |           |           |           |           |                 |                 |                 |                 |                 |                 |            |            |                  |                  |                  |                  |                  |                  |               |               |               |               |              |              |  |  |  |  |  |  |  |  |  |  |  |  |  |  |  |  |  |  |  |  |  |  |  |  |  |  |  |  |  |  |  |  |  |  |
|  |  |            |            |            |            | کیخسرو دوم        |                   |                   |                   |                   |                   |                 |                 |                 |                 |                 |                 |                 |                 |            |            |            |            |            |            |  |  |           |           |            |            |            |            |            |            |                  |            |            |            |           |           |           |           |                 |                 |                 |                 |                 |                 |            |            |                  |                  |                  |                  |                  |                  |               |               |               |               |              |              |  |  |  |  |  |  |  |  |  |  |  |  |  |  |  |  |  |  |  |  |  |  |  |  |  |  |  |  |  |  |  |  |  |  |
|  |  |            |            |            |            |                   |                   |                   |                   |                   |                   |                 |                 |                 |                 |                 |                 |                 |                 |            |            |            |            |            |            |  |  |           |           |            |            |            |            |            |            |                  |            |            |            |           |           |           |           |                 |                 |                 |                 |                 |                 |            |            |                  |                  |                  |                  |                  |                  |               |               |               |               |              |              |  |  |  |  |  |  |  |  |  |  |  |  |  |  |  |  |  |  |  |  |  |  |  |  |  |  |  |  |  |  |  |  |  |  |
|  |  |            |            |            |            |                   |                   |                   |                   |                   |                   |                 |                 |                 |                 |                 |                 |                 |                 |            |            |            |            |            |            |  |  |           |           |            |            |            |            |            |            |                  |            |            |            |           |           |           |           |                 |                 |                 |                 |                 |                 |            |            |                  |                  |                  |                  |                  |                  |               |               |               |               |              |              |  |  |  |  |  |  |  |  |  |  |  |  |  |  |  |  |  |  |  |  |  |  |  |  |  |  |  |  |  |  |  |  |  |  |
|  |  | کیقباد دوم | کیقباد دوم | کیقباد دوم | کیقباد دوم | کیقباد دوم        | کیقباد دوم        |                   |                   | کیکاوس دوم        | کیکاوس دوم        | کیکاوس دوم      | کیکاوس دوم      | کیکاوس دوم      | کیکاوس دوم      |                 |                 |                 |                 | کیقباد سوم | کیقباد سوم | کیقباد سوم | کیقباد سوم | کیقباد سوم | کیقباد سوم |  |  |           |           |            |            |            |            |            |            |                  |            |            |            |           |           |           |           |                 |                 |                 |                 |                 |                 |            |            |                  |                  |                  |                  |                  |                  |               |               |               |               |              |              |  |  |  |  |  |  |  |  |  |  |  |  |  |  |  |  |  |  |  |  |  |  |  |  |  |  |  |  |  |  |  |  |  |  |
|  |  | کیقباد دوم | کیقباد دوم | کیقباد دوم | کیقباد دوم | کیقباد دوم        | کیقباد دوم        |                   |                   | کیکاوس دوم        | کیکاوس دوم        | کیکاوس دوم      | کیکاوس دوم      | کیکاوس دوم      | کیکاوس دوم      |                 |                 |                 |                 | کیقباد سوم | کیقباد سوم | کیقباد سوم | کیقباد سوم | کیقباد سوم | کیقباد سوم |  |  |           |           |            |            |            |            |            |            |                  |            |            |            |           |           |           |           |                 |                 |                 |                 |                 |                 |            |            |                  |                  |                  |                  |                  |                  |               |               |               |               |              |              |  |  |  |  |  |  |  |  |  |  |  |  |  |  |  |  |  |  |  |  |  |  |  |  |  |  |  |  |  |  |  |  |  |  |
|  |  |            |            |            |            |                   |                   |                   |                   |                   |                   |                 |                 |                 |                 |                 |                 |                 |                 |            |            |            |            |            |            |  |  |           |           |            |            |            |            |            |            |                  |            |            |            |           |           |           |           |                 |                 |                 |                 |                 |                 |            |            |                  |                  |                  |                  |                  |                  |               |               |               |               |              |              |  |  |  |  |  |  |  |  |  |  |  |  |  |  |  |  |  |  |  |  |  |  |  |  |  |  |  |  |  |  |  |  |  |  |
|  |  |            |            |            |            |                   |                   |                   |                   |                   |                   |                 |                 |                 |                 |                 |                 |                 |                 |            |            |            |            |            |            |  |  |           |           |            |            |            |            |            |            |                  |            |            |            |           |           |           |           |                 |                 |                 |                 |                 |                 |            |            |                  |                  |                  |                  |                  |                  |               |               |               |               |              |              |  |  |  |  |  |  |  |  |  |  |  |  |  |  |  |  |  |  |  |  |  |  |  |  |  |  |  |  |  |  |  |  |  |  |
|  |  |            |            |            |            | قلیچ ارسلان چهارم | قلیچ ارسلان چهارم | قلیچ ارسلان چهارم | قلیچ ارسلان چهارم | قلیچ ارسلان چهارم | قلیچ ارسلان چهارم |                 |                 | مسعود دوم       | مسعود دوم       | مسعود دوم       | مسعود دوم       | مسعود دوم       | مسعود دوم       |            |            |            |            |            |            |  |  |           |           |            |            |            |            |            |            |                  |            |            |            |           |           |           |           |                 |                 |                 |                 |                 |                 |            |            |                  |                  |                  |                  |                  |                  |               |               |               |               |              |              |  |  |  |  |  |  |  |  |  |  |  |  |  |  |  |  |  |  |  |  |  |  |  |  |  |  |  |  |  |  |  |  |  |  |
|  |  |            |            |            |            | قلیچ ارسلان چهارم | قلیچ ارسلان چهارم | قلیچ ارسلان چهارم | قلیچ ارسلان چهارم | قلیچ ارسلان چهارم | قلیچ ارسلان چهارم |                 |                 | مسعود دوم       | مسعود دوم       | مسعود دوم       | مسعود دوم       | مسعود دوم       | مسعود دوم       |            |            |            |            |            |            |  |  |           |           |            |            |            |            |            |            |                  |            |            |            |           |           |           |           |                 |                 |                 |                 |                 |                 |            |            |                  |                  |                  |                  |                  |                  |               |               |               |               |              |              |  |  |  |  |  |  |  |  |  |  |  |  |  |  |  |  |  |  |  |  |  |  |  |  |  |  |  |  |  |  |  |  |  |  |
|  |  |            |            |            |            | کیخسرو سوم        |                   |                   |                   |                   |                   |                 |                 |                 |                 |                 |                 |                 |                 |            |            |            |            |            |            |  |  |           |           |            |            |            |            |            |            |                  |            |            |            |           |           |           |           |                 |                 |                 |                 |                 |                 |            |            |                  |                  |                  |                  |                  |                  |               |               |               |               |              |              |  |  |  |  |  |  |  |  |  |  |  |  |  |  |  |  |  |  |  |  |  |  |  |  |  |  |  |  |  |  |  |  |  |  |

## تشکیلات دیوانی
در نظام حکومتی سلجوقیان عراق عجم، مانند سایر سلسله‌های حاکم بر ایران، شخص سلطان مقام نخست را داشت. از نظر نظام الملک نیز «سلطان به عنوان شبان مردم در راس تمام امور قرار داشت».
دستگاه دیوانسالاری این سلسله محلی تا حد زیادی به دیوانسالاری حکومت سامانیان شباهت داشت و دارای دو رکن اساسی بود:
1. دیوان، که زیر نطر خواجه بزرگ (صدر اعظم) اداره می‌شد.
2. درگاه یا دربار، که حاجب بزرگ (وزیر دربار) بر آن ریاست داشت.[۱۴]

دیوان:

بنداری اصفهانی دربارهٔ نقش خواجه نظام الملک توسی در پایه‌ریزی واداره دیوانسالاری سلجوقی می‌گوید «پس همگان دانستند که سلامت دولت سلجوقی و خداوندان مقام وتندستی شخص سلطان به سلامت پیرمردی چون نظام الملک و قدرت وی وابسته بود».
دوره سلجوقی دوره تکامل نهایی نظام دیوانسالاری بود وآنچه در دوره سامانی شکل گرفته بود، در این دوره به همت نظام الملک کامل شد.
تشکیلات اداری در عصر سلجوقیان به پنج دیوان عمده تقسیم شده بود:
1. دیوان وزارت یا دیوان اعلی به ریاست وزیر؛
2. دیوان استیفا به ریاست مستوف؛
3. دیوان طغرا به ریاست طغرای؛
4. دیوان اشراف به ریاست مشرف؛
5. دیوان عرض به ریاست عارض.[۱۶]

به درستی وظایف و میزان اختیارات رؤسای دیوانهای پنجگانه مشخض نیست، اما هرکدام از مقامات یاد شده منشیانی داشتند و دارای نایب هم بودند.
تیول داران سلطنتی همچون همسران سلطان یا ملکه مادر یا حتی شاهزادگان سلجوقی نیز در املاک شخصی خود تشکیلات دیوانی داشتند که از دیوان‌های مرکزی الگو برداری می‌شد.
به غیر از دیوانهایی که تحت نظر وزیر انجام وظیفه می‌کردند، نهادها و مناصب و مقامات دیگری نیز وجود داشتند که بعضی از مهم‌ترین آن‌ها عبارتند از:
سپاه دائمی، نهاد قضاوت و دیوان مظالم، دیوان برید (سازمان نامه رسانی)، دیوان اوقاف و دیوان حسبه.

منابع درآمدی حکومت:

عمده‌ترین منبع درآمد سلاجقه، خراج اراضی بود که بر اساس قوانینی معین به صورت نقدی یا سهمی از محصول زمین دریافت می‌شد. از عشایر کوچ‌نشین نیز خراج را بر اساس تعداد دام یا خانوار دریافت می‌کردند. همچنین عوارض راه‌ها نیز از مردم به شکل‌های گوناگون اخذ می‌شد. در زمینهایی که به‌طور مستقیم توسط حکومت اداره می‌شد، کار جمع‌آوری خراج به وسیله عمال حکومت انجام می‌شد و به احتمال فراوان توسط مقطع یا نمایندگان آن‌ها انجام می‌شد. وجود تشکیلاتی به نام دیوان مصادره نمایانگر رواج تصرف اموال افرادی بود که مورد غضب سلطان واقع می‌شدند یا به هر دلیل مقام خود را از دست می‌دادند. فروش مشاغل و مناصب، هدایا و پیشکشهای اشراف، خراج پرداختی حاکمان محلی و پادشاهان ممالک تابع، غرامت‌ها و غنائم جنگی و مالیات دریافتی از اهل ذمه نیز از از منابع درآمد حکومت محسوب می‌شد.

## اوضاع مذهبی
تمام قرن ششم مهم‌ترین دورانی است که در آن اختلافات دینی و اعتقادی شدت گرفت و علمای مذهبی و فقها در شئون حکومت و سیاست وارد شدند. ایشان فلسفه و علوم عقلی را حرام شمردند و باعث شدند علم از محور خود منحرف شود.
عامه مردم در این دوره سنی مذهب بودند و به خلفای عباسی اعتقاد سختی داشتند. تصور مردم بر این بود که بدگمانی به خلفا یا توهین به آنان مستوجب خشم خدا و موجب فتنه و آشوب می‌شود. مردم از این نیز فراتر رفته و علت هر مصیبتی را خشم یا ناراحتی خلیفه می‌دانستند. سلاجقه نیز به مذهب تسنن تعصب داشتند و با عامه مردم دربارهٔ خلیفه و جایگاه او هم عقیئه بودند. در قرون پنج و شش هجری قمری مذاهب عمده تسنن در ایران سلجوقی، حنفی و شافعی بودند.
به نوشته قزوینی رازی، در ولایات و شهرهای همدان، اصفهان، ساوه و قزوین همه پیرو مذهب شافعی به‌شمار می‌رفتند. اما این سخن مطلق نیست و باید استثناها را نیز در نظر گرفت. در ذیل به بررسی سایر فرق و مذاهب فعال در قلمرو سلاجقه عراق عجم می‌پردازیم:
1. اسماعیلیه:از نکات شگفت‌انگیز این دوره، ان است که به رغم فشارهای فراوانی که از دولت سلجوقی و نیز باوندیان مازندران بر اسماعیلیان الموت وارد می‌آمد، آن‌ها تنها با داشتن چند قلعه، نه تنها در تمام دوران سلجوقی دوام آوردند، بلکه تا سقوط ایران به دست مغولان همچنان دولت و پایگاه‌های خود را حفظ کردند. سلطان محمد سلجوقی در سال ۴۹۸ه. ق عملیات گسترده‌ای را ضد اسماعیلیان آغاز کرد که هشت سال به طول انجامید. سپاه وی در ۵۱۱ه. ق حمله گسترده خود را آغاز کرده و قلعه الموت و قلعه لمسر را در محاصره گرفت. چیزی به تصرف قلعه‌ها نمانده بود که خبر فوت سلطان محمد به سپاه رسید و حمله منحل شد و سپاهیان پراکنده شدند.[۲۲] اسماعیلیان اساس کار خود را بر مبارزات مسلحانه قرار داده بودند. زمانی که حسن بن محمد در سال ۵۵۷ه. ق، نوعی تحول فکری در الموت از دو جهت پدید آمد. نخست آنکه حسن اعتقادی به آداب و رسوم شرعی که در زمان حسن صباح در الموت اجرا می‌شد، نداشت.[۲۳] تحول دوم آن بود که حسن صباح و دو جانشین وی بزرگ امید و محمد خود را نایب و داعی امام می‌دانستند و امام برای آنان نزار پسر معاذ مستنصر فاطمی بود. اکنون حسن اعلام کرد که از نوادگان نزار فاطمی است که روزگاری پدرش از مصر به الموت کنتقل گشته است؛ و در این حالت او از مقام نایب به مقام امام ارتقا یافت. امامت او تنها چهار سال به طول انجامید تا اینکه برادر زنش که از بقایای خاندان آل بویه بودف وی را در قلعه لمسر به قتل رساند. محمد فرزندش در حالی که نوزده سالخ بود به امامت رسید و تا چهل و شش سال بعد (۶۰۷ ه. ق) امامت اسماعیلیان را عهده‌دار بود.[۲۴]
2. شیعیان امامیه: در دوران سلجوقی به غیر از اسماعیلیه، نیرومندترین فرقه شیعه را شیعیان امامیه یا اثنی عشری تشکیل می‌دادند. با توجه به کشمکش‌ها و مبارزات مسلحانه شیعیان اسماعیلی با حکومت سلجوقی، فرصت برای عالمان شیعه دوازده امامی که دشمنی آشکاری با سلجوقیان نداشتند فراهم شد، تا با تألیف کتاب‌هایی در باب آرا و عقاید مذهب شیعه امامیه، در راه ترویج این مذهب بکوشند. البته در دوره وحدت سلاجقه و وزارت افرادی چون عمیدالملک کندری و خواجه نظام الملک توسی نظارت بر فرق شیعه با دقت انجام می‌شد و علما آزادی چندانی نداشتند اما پس از نظام الملک تفوذ شیعیان در جامعه و حتی در دستگاه سیاسی-اداری سلجوقیان افزایش یافت. در دوران حکومت سلطان محمد بن ملکشاه، سعید الملک آوجی به وزارت رسید و انوشیروان بن خالد کاشانی مدتی وزارت خلیفه المسترشد را بر عهده داشت و پس آن به وزارت سلطان محمود بن ملکشاه رسید. به نوشته باسانی علمای شیعه در دوره سلجوقیان آثار فراوانی تألیف کردند و بیشتر این علما؛ جدلی بودند و فعالیت هایشان در راستای اثبات عقاید خود و رد سایر مذاهب بود. از منابع مختلف از جمله کتاب النقض چنین بر می‌آید که سنیان متعصب از اتحاد ترکان و شیعیان و رخنه تدریجی عناصر شیعه در مسئولیت‌های اداری در هراس بودند. در این کتاب از مدارس متعدد شیعیان در قم، کاشان، آبه و ورامین یاد شده‌است.

از علمای مشهور شیعه که همعصر سلاطین سلجوقی (عراق عجم) بودند می‌توان به شیخ طبرسی (ابوعلی فضل بن حسن) و صاحب تفسیر مجمع البیان اشاره کرد. همچنین ابوالفتوح رازی (جمال الدین حسین بن علی)، تفسیر روض الجنان و روح الجنان را تألیف کرد که از حیث اشتمال بر فواید لغوی و دستوری و نثر ساده‌ای که دارد حائز اهمیت بسیار است. در سال ۵۵۵ه. ق فردی به نام شهاب الدین تواریخی که خود نخست شیعه بود اما به مذهب سنت (شافعی) گروید، کتابی به نام بعض فضائح الروافض، در طرد و طعنه به مذهب شیعه تألیف کرد. او در ری اقامت داشت و از معاصران سلطان محمد بن محمود سلجوقی (۵۴۷–۵۵۴ه. ق) بود. با انتشار این اثر ضد شیعی، یکی از علمای بزرگ شیعه به نام نصیرالدین ابوالرشید عبدالجلیل قزوینی رازی در حدود سال ۵۶۰ه. ق، کتابی در رد کتاب تواریخی نگاشت که به بعض مثالب النواصب فی نقض بعض فضائح الروافض مشهور است. کتاب رازی به سرعت مشهور شد و همواره مورد استفاده مؤلفان شیعه قرار گرفت.

## اقتصاد
مهمترین منابع درآمدی برای مردم در این عصر چون گذشته کشاورزی و تجارت بود که به اختصار به آن‌ها می‌پردازیم:
1. کشاورزی و باغداری: در دوره سلجوقیان، کشاورزی مهم‌ترین منبع درآمد دولت و پایه ثروت طبقات حاکمه جامعه بود و اکثر مردم نیز از این راه امرار معاش می‌کردند. در اینجا با بررسی منابع متعدد جغرافیایی که مربوط به اواخر سده چهارم هستند، سعی در ارائه شناخت نسبی از اوضاع کشاورزی و باغداری در عراق عجم را داریم. ابن حوقل سرزمین جبل یا جبال را شامل شهرهای اصفهان، ری، همدان، قم، دینور، کاشان، نهاوند، قرمیسین(کرمانشاه) و زنجان دانسته است و اصفهان و روستاها و نواحی مربوط به آن را دارای میوه‌های گوناگون، زعفران، غلات و حبوبات فراوان، پنبه، کنجد، و توتون دانسته است. ابن حوقل همچنین این محصولات را برای شهرهای همدان، دینور، بروجرد و قزوین نیز برمی‌شمارد.
2. تجارت داخلی و خارجی: بر مبنای توصیفات جغرافی دانانی چون ابن حوقل؛ اوضاع تجارت داخلی و خارجی در گستره ایران بزرگ از رواج و شکوفایی چشمگیری برخوردار بود. محصولات مازاد بر نیاز کشاورزی و صنعتی (صنایع دستی و کارگاهی) که در شهرها و روستاها تولید می‌شد، یا توسط تاجران خرده پا، در مناطقی که موقعیت تجاری مهمی در قلمرو سلسله‌های حاکم بر نواحی مختلف ایران داشتند، فروخته و مبادله می‌شد؛ یا توسط تاجران بزرگ به خارج از ایران ارسال می‌گردید. اقلام تجاری از حیث تنوع پرشمار بودند، از جمله می‌توان به؛ انواع پارچه، جامه‌های دوخته شده، پرده، زیلو، گلیم، قالی، نمد، پنبه، پشم، ابریشم، سنگ‌های قیمتی، داروهای گیاهی، ادویه جات، زعفران، چرم، ظروف سفالین و برنزی و عطریات و عرقیات اشاره کرد.[۲۶] به روایت ابن حوقل در سرزمین تحت حاکمیت سلجوقیان عراق عجم از جمله در همدان، نهاوند و کرمانشاه تجارت رواج داشت و کالاهای تجارتی فراوان بود و اصفهان مرکز صدور پارچه‌های متنوع به سایر نواحی بود.[۲۷]

## ادبیات
در این دوره زبان فارسی، زبان ادبیات و حکومت بود و آثار ادبی و علمی بسیاری به فارسی نگاشته شد، در دیوانهای حکومتی زبان فارسی به کار برده می‌شد و شاعران و ادیبان بزرگ زمانه چون انوری، فاریابی، اصفهانی و غیره در دربار سلاطین حضور می‌یافتند. روایات بسیاری از علاقه سلاطین سلجوقی به زبان وادب فارسی وجود دارد از جمله آنکه معروف است، طغرل سوم، آخرین سلطان عراق عجم به دنبال شکست از خوارزمشاهیان، در حالی در میدان نبرد کشته شد که شاهنامه می‌خواند. زبان عربی هم به علت نزدیکی به مرکز خلافت هنوز به عنوان زبان دینی و آموزشی قدرت خود را حفظ کرده بود.
از مشاهیر ادبی همدوره با سلاطین عراق عجم که در آثارشان مدح برخی سلاطین را گفته‌اند یا در دربار ایشان خدمت کرده‌اند می‌توان به چندین تن اشاره کرد:
1. ظهیر فاریابی (متوفی ۵۹۸ه. ق)، که در دهه‌های نخستین قرن ششم هجری در فاریاب، از نواحی جوزجان، نزدیکبلخ، متولد شده، یکی از شاعران توانای قصیده گو و غزل سرای ایران است که در مدح طغرل بن ارسلان اشعاری سروده است. بنابر کتاب تاریخ ادبیات در ایران اشعار ظهیر فاریابی «در عین آنکه در کمال لطافت و روانی است، استوار و برگزیده و فصیح دارای معانی و الفاظ صریح می‌باشد».[۲۹] او در جوانی شعر و ادبیات و زبان عربی را فراگرفت. او بسیار سفر می‌کرد و در پی بزرگان می‌رفت و برای دریافت صله، آنان را می‌ستود. فاریابی گاه در اشعارش کسانی را که به او چیزی نمی‌دادند نکوهش می‌کرد. دیوان وی شامل قصیده، قطعه، غزل و رباعی است و به حدود سه هزار بیت می‌رسد. فاریابی در اواخر عمر مدیحه سرایی را کنار گذاشته و در تبریز به عبادت مشغول شد.[۳۰]
2. طغرائی که نام اصلی او ابواسماعیل حسین بن علی اصفهانی است. وی وزیر سلطان مسعود بن محمد بود و از استادان بزرگ شعر و ادب عربی بود که در دهه دوم قرن ششم هجری به قتل رسید. از اشعار معروف او می‌توان به لامیه العجم اشاره کرد.[۳۱]
3. جمال‌الدین عبدالرزاق اصفهانی از شعرای همعصر سلاطین جبال بود که در اصفهان به دنیا آمد. وی بیشتر ایام عمرش را در اصفهان گذراند، جز مدت کوتاهی که بین آذربایجان، گنجه، و مازندران در سفر بود. جمال الدین از سرایندگان توانای قصیده و غزل در عراق بود. شهرتش به علت لیاقت و شایستگی، کلام روان، و به دور از هرگونه پیچیدگی و دشواری او است. مدیحه‌های او خطاب به چند تن از سلاطین جبال است از جمله؛ ارسلان بن طغرل و طغرل بن ارسلان. افرادی چون جهان پهلوان محمد، برخی از امرای باوندی مازندران، افراد آل خجند و آل صاعد نیز در شمار ممدوحان او قرار گرفته‌اند. اصفهانی در کنار تأثیرپذیری از سبک هم عصرانش، به ویژه انوری، به تبعیت خود از سید حسن غزنوی و رشیدالدین وطواط اقرار می‌کرد. او در واقع سرآمد سرایندگان سبک عراقی به‌شمار می‌رود و سبکش به نسبت برخی معاصرانش چون انوری و خاقانی بسیار ساده‌تر و روان تر است.[۳۲]

## هنرها و صنایع دستی
1. سفالگری و کاشی سازی: در عصر سلاجقه ظروف سفالین زیبایی ساخته می‌شد که سطح سفید رنگ آن‌ها را با نقشها و طرح‌های گوناگونی می‌آراستند. کاسه‌ها، کوزه‌ها و گلدانها را با آب طلا و رنگ‌های دیگر می‌آراستند و نقشهای برجسته بر روی آن‌ها می‌زدند. مجسمه‌های سفالین مربوط به آن عصر نیز با لعاب درخشان فیروزه‌ای رنگ پوشانده شده‌است. بعضی سفالینه‌های ساخته شده در ری و کاشان با هفت رنگ (کاشی هفت رنگ) آراسته شده‌است و با شیوه‌ای دشوار که نشانگر مهارت فنی بالای هنرمندان این عصر است، ساخته شده‌اند. کاشان همواره یکی از مراکز مهم کاشی‌سازی ایران محسوب می‌شده و هنرمندان این شهر مبدعان و مبتکران در صنعت کاشی‌سازی بوده‌اند. هنر کاشی‌سازی از اوایل سلطنت این شاخه از سلاجقه در شهرهایی که ذکر آن‌ها رفت، وارد مرحله نوینی شد؛ و ساخت کاشی‌هایی در شکل‌های هندسی گوناگون اهم از مربع، کوکبی، ستاره‌ای، چند ضلعی و محرابی رواج یافت. این گونه کاشی‌ها عموماً برای تزئین مساجد، مقابر یا مدارس مورد استفاده قرار می‌گرفت.[۳۳]
2. خوشنویسی: عصر سلجوقیان یکی از دوره‌های پیشرفت در هنر خوشنویسی است. سلطان طغرل بن ارسلان (۵۷۳–۵۹۰) در هنر خوشنویسی مهارت خاصی داشت. به نوشته ابوبکر الراوندی، مؤلف کتاب راحةالصدور و آیةالسرور، آن سلطان ااز محمود بن محمد الراوندی (دایی ابوبکر الراوندی) خوشنویسی را فراگرفت. زکی محمدحسن با بیان این موضوع که در دوره سلجوقیان تجدد و تطوری در زمینه کتابت و خوشنویسی روی داد نوشته است: «در این دوره علاوه بر به کار بردن خط کوفی که با گل و بوته زینت می‌یافت[۳۴] خط نسخ نیز استعمال شده و بر اثر آن فن کتابت یک زیبایی تازه به خود گرفته و از ابزار تزئین ساختمان‌ها شده است». هم‌زمان با متداول شدن استفاده از خط نسخ، استفاده از کاغذ به جای پوست برای نگارش نیز عمومیت یافت.[۳۵]
3. پارچه بافی: در این عصر در اصفهان پارچه بافی رونق یافت و پارچه‌های متنوعی، از جمله، عتابی و وشی، بافته می‌شد و جامه‌هایی نیز از جنش پنبه، کرباس و ابریشم سقلاطون در آن شهر تولید و به نواحی مختلف صادر می‌شد. در آن دوره تغییراتی در طراحی پارچه‌ها ایجاد شد و با استفاده از تکنیک‌های چینی، نقش مایه‌هایی مانند گیاه، پرنده و حیوان در پارچه‌ها جلوه گر شد. همچنین، پارچه‌هایی در این دوره رواج یافت که در آن‌ها به سبک دوره اسلامی از طرح شاخ و برگ درختان و نیز حاشیه‌های تزئینی و طرح حیوانات همراه با خطوط کوفی برای تزئین پارچه استفاده می‌شد.[۳۶]

## نظام پولی
شاخه‌های متعدد امپراتوری سلجوقی به ضرب سکه می‌پرداختند ولی این سکه‌ها از لحاظ کیفیت متفاوت بودند. همه این سکه‌ها منعکس‌کننده برتری معنوی خلیفه عباسی بوده و بر رهبری روحانی او صحه گذاشته‌اند. سلجوقیان به رغم وسعت قلمروشان هرگز مسکوکات شاهی یکپارچه به وجود نیاوردند و اساسی‌ترین ویژگی سکه‌های آن‌ها منطقه‌ای بودن آنهاست. آلیاژ سکه‌ها برای تسهیل امر تجارت در سراسر قلمرو، به آلیاژ سکه‌های دولتهای مجاور شبیه بود.
انشعاب و استقلال طلبی از همان آغاز بر دولت سلجوقی حاکم بود، به گونه‌ای که فتوحات سلجوقیان پس از نبرد دندانقان در سال ۴۳۱ه. ق در میان اعضای اصلی خاندان تقسیم شد و همه آنان حق ضرب سکه داشتند.
بیشتر سکه‌های باقی‌مانده از این عصر، سکه‌های طلا هستند. البته درهم‌های نقره و فلوس مسی نیز از این دوره برجای مانده‌است. وزن سکه‌ها ثابت نبود و بین دو تا پنج گرم در نوسان بود. فلز مسکوکات در ضرابخانه‌های عراق عجم و جبال از طلای خالص بود. سلاطین عراق عجم البته همواره در سکه‌های خود بر سیادت سلاجقه بزرگ صحه می‌گذاشتند.
کاهش کیفیت سکه‌های رایج ششم بر اثر مشکلات ساختاری در درون دولت سلجوقی بود تا آنجا که یک دیوان مرکزی که بتواند معیار هماهنگ و یکپارچه‌ای در ضرب سکه داشته باشد و بر تولید آن نظارت کند وجود نداشت. سلاطین، شهرهای مناطق تحت حاکمیت خود را مستقیماً اداره نمی‌کردند بلکه حکومت را به اتابکان و امرای قدرتمند وامیگذاشتند و ایشان نیز با کمک اعضای خانواده و فرماندهان نظامی خود حکومت‌های نیمه مستقلی در برابر سلاطین جبال ایجاد می‌کردند مانند اتابکان آذربایجان که در اواسط سده ششم برای سلاطین مشکلات زیادی به وجود آوردند و حتی در عزل و نصب سلاطین دخالت می‌کردند.
از آنجا که سلجوقیان هوادار مذهب تسنن بودند، کتیبه‌های پشت و روی سکه هایشان بسیار به سکه‌های خلافت نزدیک است. روی سکه‌ها عبارت: «کلمه، لا اله الا الله لا شریک له» آمده‌است. در پیرامون آن دو کتیبه حاشیه‌ای نقش بسته، کتیبه داخلی نام ضرابخانه و تاریخ ضرب و کتیبه بیرونی بخش‌هایی از آیات ۴ و ۵ سوره روم است. گاهی حکاک نیز نام خود را با حروف بسیار ریز در حواشی بیرونی سکه نقش می‌زده است.
مسکوکات مدینه در تاریخ سلجوقیان جایگاه ویژه‌ای دارد چرا که از بررسی کتیبه هایشان می‌توان به روابط میان خلیفه و سلطان در اعصار مختلف پی برد. خلفا در کتیبه‌های این سکه‌ها القاب و عناوین مختلفی را که به سلاطین اهدا کرده بودند، ضرب می‌کردند. شروع این حرکت با القائم بامرالله بود که القابی را به طغرل‌بیگ داد و در کتیبه سکه‌ها ذکر کرد. این اقدام بعدها معمول شد و همیشه سلطان را با یک عنوان در روی سکه‌های خلیفه یاد می‌کردند. خلیفه المسترشد بالله پس از مرگ محمد در سال ۵۱۱ه. ق و با تغییر اوضاع، سلطان عراق را به صورت «ولیعهدی مغیث الدنیا و الدین محمود» ذکر کرد. خلیفه المقتفی القاب سلاطین را به «غیاث الدنیا و الدین» محدود کرد تا اینکه با مرگ غیاث الدین مسعود در سال ۵۴۷ه. ق نام سلاطین سلجوقی به کلی از سکه‌های خلفا برافتاد.

## اغتشاشات سیاسی
دوران سلطنت سلجوقیان عراق عجم، عصر کشمکش امیران و اتابکان برای چیرگی بر امور سلطنت بوده‌است. در شرایطی که غالباً وارثان سلطنت شاهزادگانی خردسال یا فاقد قدرت بودند؛ فرصت نفوذ و دخالت برای امرای قدرتمند و اتابکان فراهم آمده بود. به طبع هر سردار و اتابکی که پشتیبانی خود از شاهزاده‌ای خاص را اعلام می‌کرد؛ مجبور بود به تقابل با سایر اتابکان که نامزدهای دیگری برای سلطنت داشتند برخیزد و این مسئله عامل کشمکش‌های نظامی-سیاسی فراوانی شد. اهمیت سیاسی جایگاه خلیفه نیز باعث می‌شد، این اتابکان برای کسب مشروعیت و پشتیبانی خلیفه اقدام کنند و این موضوع عاملی شد در پر رنگ تر شدن نقش سیاسی خلفای عباسی که در دوره سلجوقیان بزرگ، پایگاه سیاسی خود را از دست داده بودند. اغلب سلاطین سلجوقی نیز که پس از خارج شدن از دوران خردسالی، در جهت احیای قدرت سلطنت اقدام می‌کردند؛ با واکنش سایر افراد قدرتمند خاندان روبرو می‌شوند. در چنین شرایطی خلفا معمولاً سعی می‌کردند همه را به جان هم بیندازند و در آخر از پیروز میدان حمایت کنند. این درگیری‌های داخلی موجب سست شدن پایه‌های قدرت سلاجقه عراق عجم شد و وارث همه این اغتشاشات و مشکلات طغرل سوم بود. منابع طغرل را به زیرکی و کاردانی ستوده‌اند اما اگر هم این سلطان زیرک و لایق در تلاش برای نجات حکومت بود، حمله علاءالدین تکش خوارزمشاه به او به درخواست هم‌زمان قتلغ اینانج و خلیفه عباسی، کار را بیش از پیش بر او سخت کرد. الناصر تمام تلاش خود را در جهت سوءاستفاده از اختلافات میان سلاجقه و تکش به کار برد و در نهایت به پیروزی بزرگی دست یافت که همانا انقراض سلاجقه عراق عجم بود.